# Rénelle Lamote
Rénelle Lamote (* 26. Dezember 1993 in Coulommiers) ist eine französische Leichtathletin, die im Mittelstreckenlauf antritt und sich auf die 800 Meter spezialisiert hat.

## Sportliche Laufbahn
Erste Erfahrungen bei internationalen Meisterschaften sammelte Rénelle Lamote im Jahr 2012, als sie bei den Juniorenweltmeisterschaften in Barcelona bis ins Halbfinale gelangte und dort mit 2:05,83 min ausschied. Im Jahr darauf scheiterte sie bei den U23-Europameisterschaften in Tampere mit 2:07,63 min in der ersten Runde und auch bei den Spielen der Frankophonie in Nizza kam sie mit 2:10,89 min nicht über die Vorrunde hinaus. Bei den IAAF World Relays 2014 auf den Bahamas belegte sie mit der 4-mal-800-Meter-Staffel in 8:17,54 min den fünften Platz und im August schied sie bei den Europameisterschaften in Zürich mit 2:03,90 min im Halbfinale aus. 2015 schied sie bei den Halleneuropameisterschaften in Prag mit 2:09,06 min im Semifinale aus und bei den World Relays gelangte sie mit der Distanz-Staffel auf Rang sechs. Im Juli siegte sie in 2:00,19 min bei den U23-Europameisterschaften im estnischen Tallinn und gelangte bei den Weltmeisterschaften in Peking ins Finale und belegte dort in 1:59,79 min den achten Rang. Kurz zuvor siegte sie in 1:59,91 min beim Bauhaus-Galan in Stockholm. Im Jahr darauf wurde sie beim Meeting International Mohammed VI d'Athletisme de Rabat in 1:58,84 min Dritte und steigerte sich beim British Athletics Birmingham Grand Prix auf 1:58,01 min und wurde damit Zweite. Daraufhin gewann sie bei den Europameisterschaften in Amsterdam in 2:00,19 min die Silbermedaille hinter der Ukrainerin Natalija Krol. Dann nahm sie an den Olympischen Sommerspielen in Rio de Janeiro teil und scheiterte dort mit 2:02,19 min in der ersten Runde.
Nach einem Jahr Wettkampfpause gewann sie bei den Europameisterschaften in Berlin in 2:00,62 min erneut die Silbermedaille hinter der Ukrainerin Krol. Im Jahr darauf gewann sie dann bei den Halleneuropameisterschaften in Glasgow in 2:03,00 min ebenfalls die Silbermedaille hinter der Britin Shelayna Oskan-Clarke. Im September erreichte sie bei den Weltmeisterschaften in Doha das Halbfinale und schied dort mit 2:02,86 min aus. 2021 siegte sie in 2:01,66 min beim „Anhalt 2021“ sowie anschließend in 1:58,65 min beim Meeting International de Montreuil. Ende Juli erreichte sie bei den Olympischen Spielen in Tokio das Halbfinale und schied dort mit 1:59,40 min aus.
2022 wurde sie zum Saisonauftakt in 1:59,53 min Zweite beim British Grand Prix und anschließend siegte sie in 2:00,68 min beim Montreuil International Meeting und wurde dann bei der Golden Gala Pietro Mennea in 1:58,48 min Zweite und gelangte bei den Bislett Games mit 1:58,50 min auf Rang drei. Im Juli erreichte sie bei den Weltmeisterschaften in Eugene das Halbfinale und schied dort mit 2:00,86 min aus. Anschließend gewann sie bei den Europameisterschaften in München in 1:59,49 min zum dritten Mal in Folge die Silbermedaille, diesmal hinter der Britin Keely Hodgkinson. Im Jahr darauf schied sie bei den Weltmeisterschaften in Budapest mit 2:01,25 min im Halbfinale aus. 2024 erreichte sie bei den Olympischen Sommerspielen in Paris das Finale und klassierte sich dort mit 1:58,19 min auf dem fünften Platz.
In den Jahren 2014, 2016, 2018 und 2019 sowie 2021 und 2022 wurde Lamote französische Meisterin im 800-Meter-Lauf im Freien sowie 2014 und 2015 in der Halle.

## Persönliche Bestleistungen
- 800 Meter: 1:57,06 min, 20. Juli 2024 in London
  - 800 Meter (Halle): 2:01,97 min, 24. Januar 2015 in Glasgow